# Tetrafluoramonium

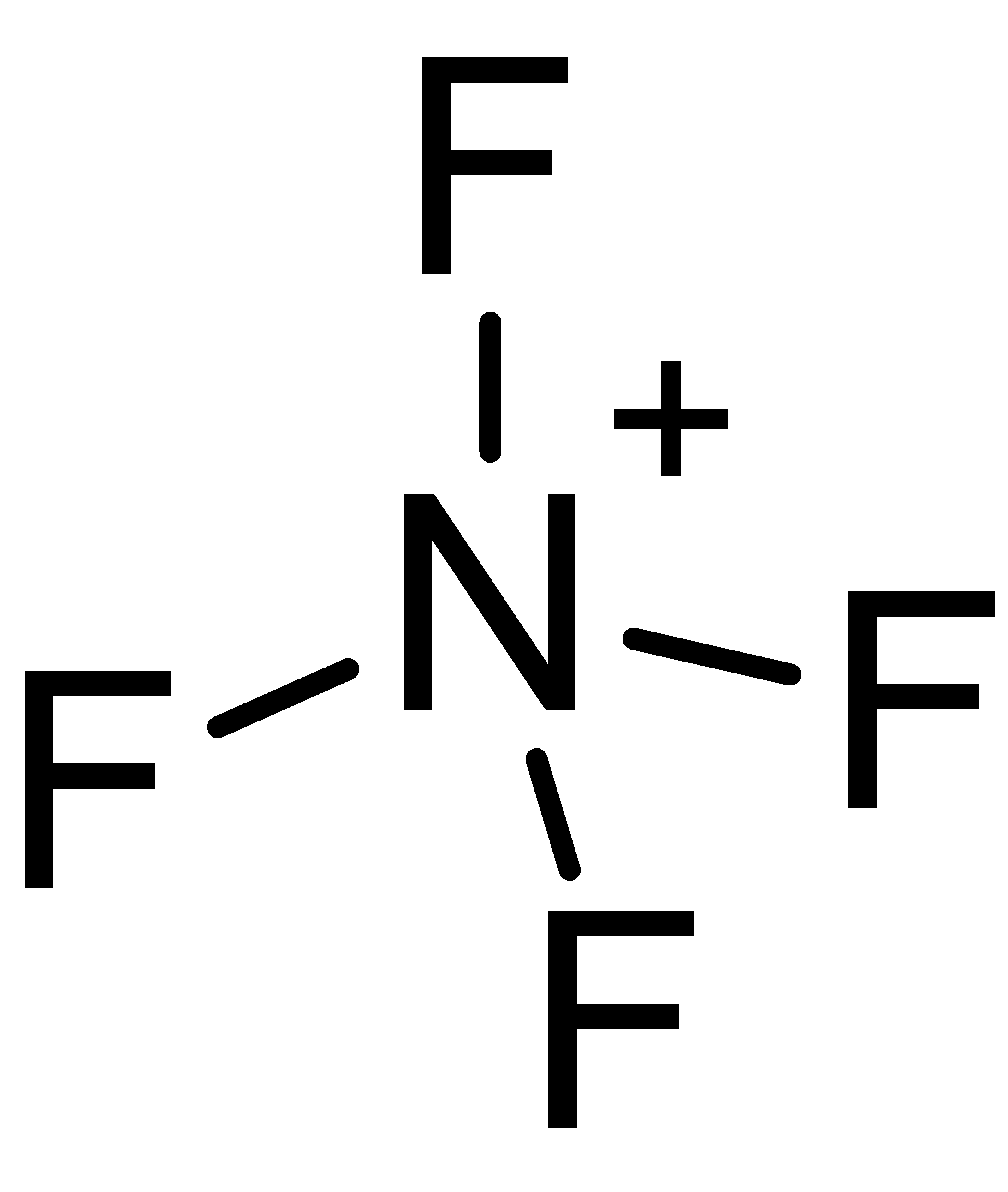
Strukturní vzorec tetrafluoramoniového kationtu

Tetrafluoramonium (také perfluoramonium) je název kationtu se vzorcem NF +
4 , obdoby amonného kationtu (NH +
4 ), ve kterém jsou všechny čtyři atomy vodíku nahrazeny atomy fluoru. Tetrafluoramoniový ion má shodnou elektronovou strukturu s tetrafluormethanem (CF4), trifluoraminoxidem (ONF3) a tetrafluorboritanovým aniontem (BF -
4 ).

## Struktura
Tetrafluoramoniový kation má tvar čtyřstěnu, délka vazby N-F je 124 pm.

## Příprava
Tetrafluoramoniové soli se připravují oxidací fluoridu dusitého fluorem za přítomnosti silné Lewisovy kyseliny, která slouží jako akceptor fluoridových iontů. Při původní syntéze z roku 1966 byl jako Lewisova kyselina použit fluorid antimoničný:
NF3 + F2 + SbF5 → NF4SbF6
Hexafluorarseničnan lze také připravit podobnou reakcí s fluoridem arseničným:
NF3 + F2 + AsF5 → NF4AsF6
Reakcí fluoridu dusitého s fluorem vzniká tetrafluorboritan:
NF3 + F2 + BF3 → NF4BF4
Tetrafluoramonné soli lze také získat fluorací NF3 fluoridem kryptonatým (KrF2) a fluoridy typu MFn, kde M je Sb, Nb, Pt, Ti nebo B. Například reakcí NF3 s KrF2 a TiF4 vzniká [NF +
4 ]2TiF 2-
6 .
Mnoho tetrafluoramonných solí je možné připravit podvojnou záměnou.

## Reakce
Tetrafluoramonné soli jsou velmi hygroskopické. Ion NF +
4  se snadno hydrolyzuje na fluorid dusitý, fluoronium (H2F+) a kyslík:
2 NF +
4  + 2 H2O → 2 NF3 + 2 H2F+ + O2
Při této reakci vzniká také peroxid vodíku (H2O2).
Reakcí NF +
4 SbF -
6  s dusičnany alkalických kovů se tvoří fluordusičnany (FONO2).

## Použití
Soli NF +
4  se využívají k tvorbě hnacího plynu NF3––F2  a také jako reaktanty při elektrofilní fluoraci aromatických sloučenin. Rovněž jde o tak silná fluorační činidla, že je lze použít k fluoraci methanu.